# Axel Rosenkrantz (lensbaron)
 Der er flere personer med dette navn, se Axel Rosenkrantz.
Axel lensbaron Rosenkrantz (12. december 1670 på Rosendal – 14. november 1723) var en dansk-norsk godsejer og amtmand. Han var søn af baron Ludvig Rosenkrantz og Karen Movat.
Axel Rosenkrantz havde hele tre ældre brødre, hvorfor det ikke umiddelbart lå i kortene, at han skulle komme i besiddelse af det af faderen oprettede Baroniet Rosendal. Men hans tre ældre brødre døde alle i årene 1689-1691, hvorfor Axel i 1691 kunne tiltræde arven. Hans fader havde været en slet økonom og optaget betydelig gæld, men 1693 fik Axel bevilling til atter med fuld adelige frihed at tilbageløse sædegården Hovland, der var udlagt til kreditorerne. 
I årene fra 1696-1703 var Axel Rosenkrantz amtmand over Bergenhus Amt. 
I 1709 valgte han indgå ægteskab under sin stand med en præstedatter fra Stavanger, Anne Christine Jensdatter Gjødesen (1669-1750). I dette ægteskab fødtes kun døtre, hvorfor den mandlige linje uddøde, og Rosendal i henhold til baroniets erektionsbestemmelser hjemfaldt til kronen. 